# Cresco, Iowa
Cresco là một thành phố thuộc quận Howard, tiểu bang Iowa, Hoa Kỳ. Năm 2010, dân số của thành phố này là 3868 người.

## Dân số
Dân số qua các năm:
- Năm 2000: 3905 người.
- Năm 2010: 3868 người.